# Arasadziji (Gagra)
Arasadziji (en georgiano: არასაძიხი; en abjasio: Арасаӡыхь; en armenio: Արասաձիխի) es una aldea que pertenece a la parcialmente reconocida República de Abjasia, parte del distrito de Gagra, aunque de iure pertenece al municipio de Gagra de la República Autónoma de Abjasia de Georgia.

## Geografía
Arasadziji se encuentra en el margen derecho del río Bzipi, a 6 km del mar Negro y a 13 km de Gagra. Las aldea se administra desde el pueblo de Bzipi.

## Demografía
La evolución demográfica de Arasadziji entre 1959 y 1989 fue la siguiente:
| 314                                                 | 190 |
| (Fuente: Population of Abkhazia since Soviet times) |     |

Según el censo de 1959, la mayoría de la población local eran armenios y abjasios.